# 韋特街
韋特街（英語：Wright Street）是澳洲南澳州阿德萊德市中心的一條東西向街道。街上有少年法庭。
該街道以金融家約翰·韋特命名。他於1835年5月獲委任為南澳大利亞專員。